# Neuheitsschonfrist
Als Neuheitsschonfrist bezeichnet man im gewerblichen Rechtsschutz den Zeitraum, in dem eine Patent-, Gebrauchsmuster- oder Designanmeldung noch die Anforderung der Neuheit erfüllt, obwohl der jeweilige Schutzgegenstand bereits durch den Schutzrechtsanmelder der Öffentlichkeit zugänglich gemacht wurde.

## Patentrecht
In Deutschland gilt für Patente der absolute Neuheitsbegriff, das heißt patentierbar sind nur Erfindungen, die zum Zeitpunkt der Patentanmeldung der Öffentlichkeit unbekannt sind. Da Öffentlichkeit immer dann gegeben ist, wenn es sich um einen nicht begrenzten Personenkreis handelt, ist jede Form von Publikation, auch und besonders graue Literatur, Werbeprospekte etc. bei Patentanmeldungen neuheitsschädlich.
Lediglich bei missbräuchlicher Offenbarung durch Dritte, wenn beispielsweise Unterlagen entwendet oder eine Vertraulichkeitsvereinbarung gebrochen wurde, oder wenn der Gegenstand auf einer von sehr wenigen, internationalen Messen/Ausstellungen vom Anmelder gezeigt wurde, bleibt diese Offenbarung außer Betracht, wenn die Anmeldung nicht mehr als 6 Monate später eingereicht wurde (§ 3, Abs. 5, PatG). Eine analoge Regelung sieht auch das Europäische Patentübereinkommen vor (Art. 55, Abs. 1, EPÜ). Insoweit existiert in Deutschland und den EPÜ-Staaten eine "unechte Neuheitsschonfrist".
In anderen Ländern, etwa den Vereinigten Staaten, gibt es für Patente eine Neuheitsschonfrist. Dort wird sie grace period genannt und beträgt 12 Monate.
Vor 1978 gab es auch in Deutschland für Patente eine Neuheitsschonfrist, die im Zuge der europäischen Harmonisierung abgeschafft wurde. Mittlerweile wird die Anforderung der absoluten Neuheit von etwas mehr als der Hälfte der patentaktiven Wissenschaftler (siehe den Schlussbericht des BMBF) als Innovationshindernis gesehen, insbesondere mit dem Argument, dass für Wissenschaftler ein Zielkonflikt zwischen Publikationszwang und Patentanmeldung besteht. Zur Behebung dieses Konfliktes wird eine Einführung einer Frist in Betracht gezogen, die einige Monate umfassen und für Eigenveröffentlichung eines Erfinders gelten solle. Dies solle aber nicht als nationaler Alleingang erfolgen.

## Gebrauchsmuster- und Designrecht
Für Gebrauchsmuster gilt der relative Neuheitsbegriff mit einer Neuheitsschonfrist von 6 Monaten, für Designs von 12 Monaten. Das bedeutet, dass Gebrauchsmuster und Designs auch dann noch eingetragen werden, wenn der Schutzgegenstand seit höchstens 6 beziehungsweise 12 Monaten der Öffentlichkeit bekannt ist. Im Gebrauchsmusterrecht muss die Bekanntheit aus Handlungen des Anmelders oder seines Rechtsvorgängers resultieren, § 3 Abs. 1 Satz 3 Gebrauchsmustergesetz. Im Designrecht muss die öffentliche Zugänglichmachung aus Handlungen oder Informationen des Entwerfers oder seines Rechtsnachfolgers entstanden oder die Offenbarung des Musters Folge einer missbräuchlichen Handlung gegen den Berechtigten sein, § 6 Designgesetz.

## Markenrecht
Marken müssen im Gegensatz zu den oben genannten Schutzrechten nicht neu sein, eine Neuheitsschutzfrist scheidet gegenständlich aus. So können alte und nicht mehr geschützte Marken von Dritten wiederverwendet und geschützt werden, sofern nicht Schutzhindernisse oder Rechte gemäß §§ 8 bis 13 des Markengesetzes entgegenstehen.